# 雷德嶺
77°6′S 162°8′E / 77.100°S 162.133°E
雷德嶺（英語：Red Ridge）是南極洲的山嶺，位於維多利亞地的斯科特海岸，屬於岡維爾與凱斯山脈的一部分，由英國探險隊發現，現時由南極條約體系管理。